# .sv
.sv es el dominio de nivel superior geográfico (ccTLD) para El Salvador, administrado por SVNet desde 4 de noviembre de 1994.

## Dominios de Segundo nivel
Todos los registros son de tercer nivel, bajo estos dominios de segundo nivel:
- .com.sv: Entidades comerciales y otras no incluidos en el resto
- .edu.sv: Instituciones de educación y/o investigación
- .gob.sv: Instituciones gubernamentales nacionales
- .org.sv: Organizaciones sin fines de lucro.
- .red.sv: Administración de la red nacional y resolución de dominios (Restringido)

A excepción de los dominios .red.sv y probablemente también los .gob.sv, todos son nombres de dominios pueden ser registrados por cualquier persona que tenga residencia permanente en El Salvador. No se aceptarán nombres de dominios que pretendan tener una vinculación oficial o formal con El Salvador sin la debida autorización del Gobierno.
A partir del 1 de enero de 2004 todos los registros tienen un costo.
Cuando el período  de registro se termina, todos los dominios cuentan con un período de gracia de un mes antes de que quede disponible para un nuevo registro.